# Umhlanga
Umhlanga lub Taniec Trzcin – święto odbywające się corocznie w sierpniu lub na początku września w Eswatini. Dziesiątki tysięcy młodych, niezamężnych dziewcząt z całego królestwa przynoszą świeżo ściętą trzcinę, aby złożyć hołd Królowej Matce (Indlovukazi).

## Obchody
Święto trwa osiem dni, pierwszego kobiety przybywają grupami do królewskiej wioski Ludzidzini. W czasie trzech kolejnych dni są dzielone na dwie grupy wiekowe – starszą (14–22 lata) i młodszą (8–13 lat). Następnie udają się na odległe o kilkanaście kilometrów pola trzciny, gdzie każda z kobiet ścina długim nożem 10–20 roślin, związuje i przynosi do Ludzidzini. Piąty dzień to czas przygotowania kostiumów tanecznych i dekoracji włosów. Szóstego i siódmego dnia kobiety wchodzą na arenę w grupach, z których każda tańczy i śpiewa inną pieśń. Ostatniego, ósmego dnia król rozkazuje ubić kilkadziesiąt krów, kobiety dzielą się mięsem i wracają do domów.
Król Suazi Mswati III ma prawo wybrać spośród uczestniczek swoją nową małżonkę.
Członkinie rodziny królewskiej wplatają we włosy czerwone pióra. Wiele z dziewcząt niesie pochodnie, oznacza to, że zbierały trzcinę w nocy.